# Gloria al bravo pueblo
Gloria al bravo pueblo ist der Name und die Anfangszeile der Nationalhymne Venezuelas.
Der Text stammt von Vicente Salias und die Melodie und Musik von Juan José Landaeta. Beides entstand etwa um 1810. Beide Verfasser, sowohl der Lyriker als auch der Komponist, wurden 1814 als Aufständische hingerichtet. Der spätere Präsident Antonio Guzmán Blanco bestätigte 1881 Text und Melodie als Nationalhymne. Seither wird sie unverändert intoniert. Die deutsche Übersetzung des Refrains, der jeweils wiederholt wird lautet in etwa: „Ruhm dem tapferen Volk, das das Joch abschüttelte, das Gesetz und Tugend und die Ehre achtet.“
| Spanisches Original Gloria al bravo pueblo que el yugo lanzó, la ley respetando la virtud y honor. (2×) I. Abajo cadenas! abajo cadenas! gritaba el señor gritaba el señor; y el pobre en su choza libertad pidió. A este santo nombre tembló de pavor el vil egoismo que otra vez triunfó. A este santo nombre a este santo nombre tembló de pavor el vil egoismo que otra vez triunfó el vil egoismo que otra vez triunfó. (Refrain) II. Gritemos con brio gritemos con brio Muera la opresión! Compatriotas fieles la fuerza es la unión y desde el Empíreo el supremo autor un sublime aliento al pueblo infundió y desde el Empíreo el supremo autor un sublime aliento al pueblo infundió un sublime aliento al pueblo infundió. (Refrain) III. Unida con lazos, unida con lazos, que el cielo formó, la América toda existe en Nación; y si el despotismo levanta la voz seguid el ejemplo que Caracas dio y si el despotismo levanta la voz seguid el ejemplo que Caracas dio seguid el ejemplo que Caracas dio. (Refrain) | Deutsche Übersetzung Ruhm dem tapferen Volke welches das Joch abwarf das Gesetz achtet, die Tugend und die Ehre (2×) I. Hinweg mit den Ketten! schrie der Herr, und der Arme in seiner Hütte erflehte Freiheit. Bei diesem heiligen Namen zitterte vor Furcht der hinterhältige Egoismus welcher einst triumphierte Bei diesem heiligen Namen zitterte vor Furcht der hinterhältige Egoismus welcher einst triumphierte der hinterhältige Egoismus welcher einst triumphierte. (Kehrvers) II. Rufen wir mit Kraft Rufen wir mit Kraft: Tod der Unterdrückung! Treue Landsleute, unsere Macht ist die Einheit und aus dem Himmel herab schenkte der höchste Schöpfer dem Volke einen erhabenen Mut. und aus dem Himmel herab schenkte der höchste Schöpfer dem Volke einen erhabenen Mut. dem Volke einen erhabenen Mut. (Kehrvers) III. Vereint durch Bande, welche der Himmel schuf, ist das ganze Amerika eine Nation; und wenn die Tyrannei ihre Stimme erhebt, so folgt dem Beispiel, welches Caracas gab! Und wenn die Tyrannei und wenn die Tyrannei ihre Stimme erhebt so folgt dem Beispiel, welches Caracas gab folgt dem Beispiel, welches Caracas gab! (Kehrvers) |